# ArmaLite AR-18
Das ArmaLite AR-18 ist ein automatisches Gewehr, das in den USA vom Unternehmen ArmaLite entwickelt wurde.

## Technik
Das Gewehr entstand 1963 als preiswerte Alternative zum ArmaLite AR-15. Die Rechte des AR-15 waren an Colt verkauft worden; die Waffe wurde als M16 in die Ausrüstung der United States Army übernommen. Das AR-18 verwendete die gleiche NATO-Munition, im Gegensatz zum M16 sollte auf moderne Legierungen und Schmiedetechnik verzichtet werden. Stattdessen konnte das AR-18 mit der weniger aufwändigen Metallprägetechnik produziert werden, was die Herstellung vereinfachte und die Kosten drastisch reduzierte. Das Modell nutzt auch nicht den Lademechanismus des M16 mit direkter Einwirkung der Pulvergase auf den Verschluss (englisch direct impingement), da dieser aufgrund von Verschmauchungen schnell zu Ladehemmungen führt (siehe dazu: Zuverlässigkeit des M16). Stattdessen verwendet das AR-18 einen konventionellen Gaskolben mit kurzem Hub (engl. short-stroke piston). Es gelang außerdem, den Mechanismus so zu verkleinern, dass die Schließfeder nicht bis in den Schaft der Waffe hinein verlagert werden musste, wie es beim M16 der Fall war. Der Schaft konnte deshalb abgeklappt werden.
Die Verkaufserwartungen ArmaLites erfüllten sich gleichwohl nicht. Das amerikanische Militär begutachtete die Waffe, ein Auftrag kam jedoch nicht zustande. Das Modell erwies sich als robust, vermittelte aber aufgrund der Fertigungsmethoden keinen hochwertigen Eindruck. Auch international blieb das Interesse gering, da mit den riesigen Produktionszahlen des M16 auch dessen Preis sank. Die Fertigungslizenzen wurden deshalb ins Ausland verkauft. Doch auch jene Lizenznehmer erzielten wenig Erfolge. Letztendlich wurden nur etwa 20.000 Exemplare gefertigt. Laut ArmaLite beeinflusste das AR-18 jedoch die Entwicklung von anderen Gewehren, darunter das SA80 und das G36. Auch das Howa Typ 89 ähnelt dem AR-18.

## Nordirland

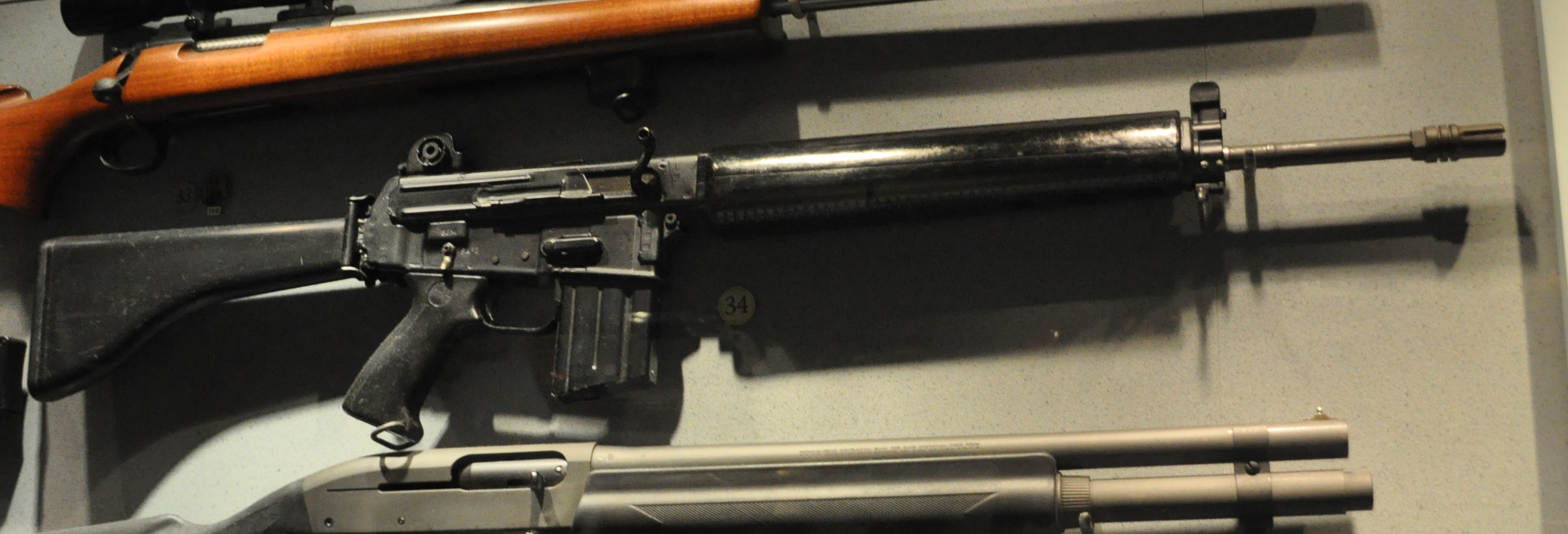
Sterling Armaments AR-180 im National Firearms Museum

Bedeutung erlangte die Waffe Anfang der 1970er Jahre in Nordirland. Die Provisional Irish Republican Army veranlasste ihr Netzwerk von Sympathisanten in den USA, moderne ArmaLite-Gewehre des Typs AR-15 sowie AR-18 und AR-180 (eine zivile, halbautomatische Variante der AR-18) zu beschaffen. Die IRA schmuggelte diese dann über den Atlantik und rüstete damit einige ihrer Einheiten aus. Die Verluste der britischen Streitkräfte in Nordirland stiegen daraufhin sprunghaft an; die ArmaLite avancierte zu einer Art Symbol des bewaffneten Kampfes der IRA. Danny Morrison, einer der Wortführer der republikanischen Bewegung, formulierte es in einer Rede so:

“Who here really believes we can win the war through the ballot box? But will anyone here object if, with a ballot paper in this hand and an Armalite in the other, we take power in Ireland?”

„Wer von euch glaubt wirklich, dass wir den Krieg mit der Wahlurne gewinnen können? Aber würde jemand hier Widerspruch erheben, wenn wir, mit dem Stimmzettel in der einen Hand und der Armalite in der anderen, die Macht in Irland erringen?“

## Versionen

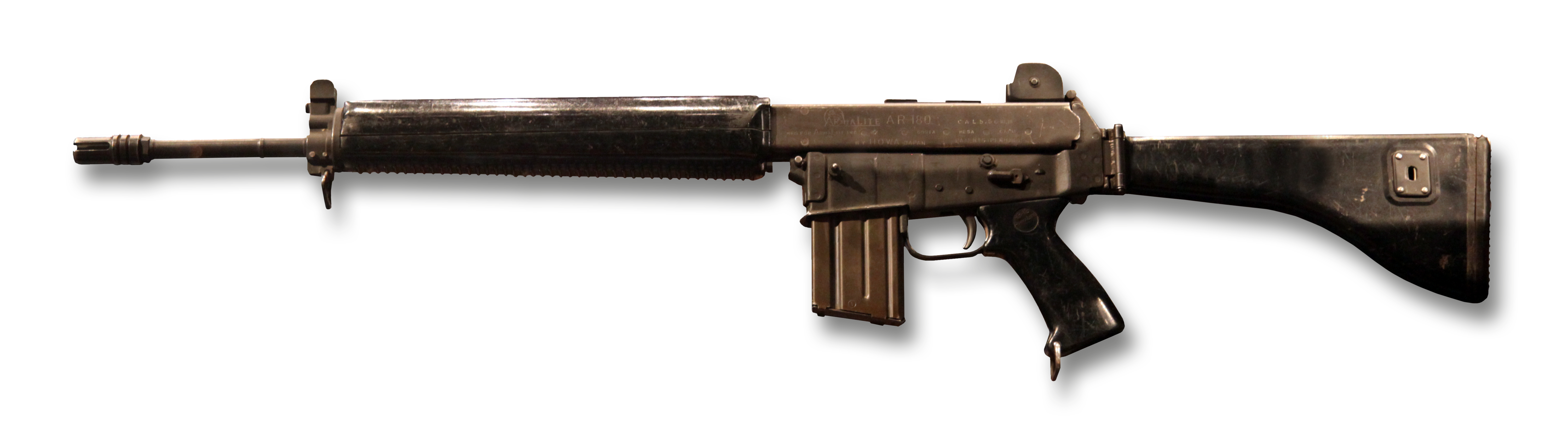
AR-180 von Howa

- AR-18S: Kompaktversion mit kurzem Lauf
- AR-180: Halbautomatisches Gewehr für den zivilen Markt
- SAR-80: Modifizierter Nachbau aus Singapur
- SAR-87: Ebenso, nur geringe Stückzahl produziert